# Arash (singel)
"Arash" – czwarty singel Arasha wydany w 2006 roku przez Warner Music i jej szwedzki oddział.

## Lista utworów
- CD singel (2006)[1]

1. "Arash" (Radio Edit) – 3:25
2. "Arash" (Video Edit) – 3:51

- CD maxi (16 czerwca 2006)[1]

1. "Arash" (Radio Edit) – 3:24
2. "Arash" (Video Edit) – 3:49
3. "Arash" (Mintman's Reggaeton Mix) – 3:50
4. "Arash" (Payami Vocal Club) – 5:04
5. "Arash" (Payami Fresh Remix) – 7:10

- CDr, singel promocyjny (2006)[1]

1. "Arash" (Payami Fresh Remix)
2. "Arash" (Payami Vocal Club)
3. "Arash" (Mintman's Reggaton Mix)
4. "Arash" (Radio Edit)
5. "Arash" (Video Edit)

- Vinyl, 12", 45 RPM[1]

A1 "Arash" (Single Version) – 3:23
A2 "Arash" (Mintman's Reggaeton Mix) – 3:49
B1 "Arash" (Payami Vocal Club) – 5:05
B2 "Arash" (Payami Fresh Remix) – 7:10

## Notowania na listach przebojów
| Kraj      | Lista (2006)    | Najwyższa pozycja |
| --------- | --------------- | ----------------- |
| Finlandia | Top 20 Singles  | 8                 |
| Szwecja   | Top 60 Singles  | 20                |
| Niemcy    | Top 100 Singles | 64                |